# Алаша-хан
Алаша́-хан, также Алаш-хан (каз. Алаша хан) — мифический предок казахов. Жил в первой половине XV века, был батыром, бием и правителем. 
Сохранились остатки ставки Алаша-хана, построенной на берегу реки Каракенгир в горах Улытау.

## Варианты биографии
Григорий Потанин в работе «Очерки Северо-Западной Монголии» (1883) привёл следующий записанный им вариант биографии Алаша-хана:
«...Уран всего киргизского народа есть: Алаш! .Другое выражение: алаш алаш булганда, Алаша хан булган да, то есть: во время (поветрия) «алаш», заключающегося в появлении пятен на теле, хотя ни ран, ни боли нет, но болезнь не излечима, таких людей отделяли. У хана заболел сын этою болезнью, и отец держал его при себе; народ начал говорить: «Почему у простонародья больных отделяют, а у хана нет»..»
Потанин указал на события, которые относятся к происхождению всех казахов:
«Триста человек, собравшись, сделали между собой уговор - избрать из своей среды кого ханом, кого предводителем войска. Первого прибывшего Уйсуна-батыра со ста человеками поселили вверх по течению реки; второго Булата со ста человеками джигитами поселили ниже Уй-суна посредине той же реки; третьего Алчина-мурзу также со ста человеками - ниже первых двух у нижней оконечности реки. .Затем, разостлав белые кошмы и алаша, посадили на них того мальчика и подняли вверх, как хана, дав ему имя Алаша-хан. В народе (они) славятся «Алаш», а потому все казацкое население считается происходящим от этих трех Алашев.
.. .Потому-то казаки и названы детьми Уш-юза (детьми трех сотен)»
В некоторых казахских легендах Чингисхан называется Алаша-ханом, а Джучи — сыном Алаша-хана. Легенда о Алаше-хане объединяла разнообразные этнические группы казахов. Кроме того, появление обычая гостеприимства также связывается с Алаша-ханом, который предоставил четверть своего имущества для помощи и поддержки путешественникам в нужде.